# Egon Håkanson
Åke Egon Allan Håkanson (2 aprile 1940 – 29 gennaio 2025) è stato un cestista svedese.
Era il padre di Olle Håkanson e il nonno di Ludvig Håkanson.

## Carriera
Con la Svezia ha disputato i Campionati europei del 1965.
Ha giocato nell'Alvik BK dal 1963 fino al 1996, quando venne formato l'08 Stockholm Human Rights.